# Augustus Pablo
Horace Swaby (21 de juny de 1954 – 18 de maig de 1999), més conegut com a Augustus Pablo, va ser un productor, teclista i intèrpret de melòdica jamaicà de roots reggae i dub, actiu de la dècada del 1970 d'ara ençà. Va popularitzar l'ús de la melòdica en la música reggae. Va ser un rastafari compromès.

## Biografia
Va néixer a St. Andrew a la Jamaica, i va aprendre a tocar l'òrgan en el Kingston College School. En aquesta època una noia de nom desconegut li va prestar una melòdica. Fascinat per l'instrument, Pablo rarament la deixaria de costat de llavors ençà. També aquells anys va conèixer Herman Chin Loy. La família Chin era propietària d'una famosa botiga de discs a Kingston. Swaby va enregistrar diversos temes com "Higgi Higgi", "East of the River Nile", "Song of the East" i "The Red Sea" entre 1971 i 1973 per al segell Aquarius Records de Chin-Loy. Anteriorment, Chin Loy havia utilitzat el nom Augustus Pablo genèricament per als instrumentals de teclat enregistrats per Lloyd Charmers i Glen Adams, i Swaby va prendre el nom per a aquest enregistrament.
Després del llançament d'un parell de simplees, Pablo va publicar "East of the River Nile", una mescla única de sons jamaicans i d'Àsia Oriental, i la cançó del mateix nom es va transformar en un relatiu succés. Augustus Pablo va popularitzar l'ús de la melòdica, en essència una joguina per a infants, en música reggae. Aviat es va afegir a la Now Generation (la banda de Mikey Chung) per a tocar el teclat mentre el seu amic, Clive, va començar una carrera com a productor de discos. Pablo i Chin van enregitrar "Java" (1972) plegats, tan aviat com Pablo va abandonar Now Generation i Clive va poder obtenir hores en l'estudi. El tema instrumental va ser un succés comercial, i va catapultar la carrera en solitari de Pablo. Va enregistrar amb Chin i diversos altres incloent-hi Leonard Chin, el seu oncle, i Lee Perry. Va tenir un altre gran succés amb "My Desire" (John Holt).
Pablo va formar els segells Hot Stuff, Message i Rockers (dit així per l'equipament de so del seu germà, Rockers), i va publicar diversos temes instrumentals que van ser ben rebuts, principalment versions d'antics successos de Studio One. Gràcies al seu succés amb Rockers, el seminal àlbum de 1974, This Is Augustus Pablo va ser enregistrat amb Clive i Pat Chin. Va ser seguit per una col·laboració amb el llegendari enginyer de reggae King Tubby: Ital Dub (1975).
A la fi dels anys 1970, Pablo va produir una llarga llista d'èxits, incloent-hi "Black Star Liner" (Fred Locks). També va treballar amb Dillinger, Norris Reid, I-Roy, Jacob Miller, Et -Track, The Immortals, Paul Blackman, Earl Sixteen, Roman Stewart, Lacksley Castell, The Heptones, Ricky Grant, Delroy Williams, Horace Andy i Freddy McKay. Aquest període és commemorat amb el cèlebre àlbum aclamat per la crítica King Tubby Meets Rockers Uptown (1976), que ha estat considerat com "el cim absolut del dub", i el clàssic d'Hugh Mundell Africa Must be Free by 1983. Aquests van ser seguits per East of the River Nile (1978), Original Rockers de 1979 i Rockers Meets King Tubbys In A Firehouse, un altre reeixida segons la crítica.
Als anys 1980, la carrera de Pablo va declinar significativament. Havia començat a guanyar un públic nord-americà, i va llançar Rising Sun el 1986 que va obtenir bones vendes i crítiques. Pablo també va produir èxits memorables, com ara "Ragamuffin Year" (Junior Delgado), "Humble Yourself" (Asher & Tremble) i "Far Far Away" (Ricky Grant). A més d'això, Pablo va fer concerts a tot el món, registrant un memorable àlbum en directe a Tòquio (1987). Aquell mateix any, el disc Rockers Come East va reencaminar la seva carrera, i va començar a llançar una sèrie de discos encensats per la crítica encara que inaccessibles en els anys 1990, peer exemple Blowing With the Wind i també en va produir alguns, com Night and Day (Dawn Penn) i Jah Made Them All (Yami Bitlla).
La seva fràgil salut sempre li va impedir de realitzar grans girades musicals. Encara que sofria de càncer sempre va refusar qualsevol tractament mèdic a causa dels dictàmens del Moviment Rastafari. Va refusar de fer-se amputar una cama per a evitar la propagació del mal com també d'usar insulina per a tractar la seva diabetis. En efecte, sempre va preferir l'ús del Chalice, la tradicional pipa de marihuana rastafari. El Rockers va morir el 18 de maig de 1999 a 44 anys de myasthenia gravis.
En l'actualitat Addis Pablo, fill d'Augustus, continua el llegat del seu pare tocant la melòdica (harmònica) amb la banda The Sons of Dub, produït i sostingut pels llegendaris amics del seu pare com Herman Chin. En el documentari In My Father's House hom s'adona de l'heretatge místic i musical de Pablo per la mitjanceria d'Addis, que significa "nou" en llengua amhàrica, això dona motiu per a simbolitzar un renaixement d'Augustus Pablo en el seu fill.

## Discografia seleccionada
- Red Sea (1973)
- This Is...Augustus Pablo (1974)
- Thriller (1974)
- Ital Dub (1974)
- King Tubby Meets Rockers Uptown (1976)
- East of the River Nile (1977)
- Original Rockers (1979)
- Africa Must Be Free by... 1983 Dub (1979)
- Rockers Meets King Tubby in a Firehouse (1980)
- Authentic Golden Melodies (1980)
- Earth's Rightful Ruler (1982)
- King David's Melody (1983)
- Rising Sun (1986)
- Rebel Rock Reggae (1986)
- Rockers Come East (1987)
- Eastman Dub (1988)
- Presents Rockers Story (1989)
- Blowing with the Wind (1990)
- Presents Rockers International Showcase (1991)
- Meets King Tubby at the Control in Roots Vibes (1996)
- El Rocker's (2000)
- The Great Pablo (2000)
- Dubbing with the Don (2001)
- Jah Inspiration (2001)
- Skanking with Pablo: Melodica for Hire 1971–77 (2002)
- In Fine Style: 7" & 12" Selection 1973–79 (2003)
- The Essential Augustus Pablo (2005)
- Augustus Pablo Meets Lee Perry & the Wailers Band (Rare Dubs 1970–1971) (2006)
- The Mystic World of Augustus Pablo: The Rockers Story (2008)